# Hen and Chickens Islands
Die Hen and Chickens Islands, oft verkürzt Hen and Chickens genannt oder als Hen and Chickens Group bezeichnet (übersetzt Henne und Küken Inseln), sind eine Inselgruppe östlich der Northland Peninsula im Norden der Nordinsel von Neuseeland.

## Namensherkunft
Die Inselgruppe erhielt ihren englischen Namen von dem britischen Seefahrer und Entdecker, Kapitän James Cook, der sie am 25. November 1769 sichtete, als das Schiff in der Bream Bay vor Anker ging.

## Geographie
Die Inselgruppe, die aus Taranga Island (Hen) und der Inselgruppe Marotere Islands (Chickens) besteht, befindet sich durch den Parry Channel getrennt, zwischen 10 km und 14,5 km vom Bream Head entfernt, der am nördlichen Ende Bream Bay und rund 24 km südöstlich von Whangārei liegt. Die Inseln der gesamten Inselgruppe liegen über einem Gebiet von rund 7,5 km² verteilt und besteht aus den Inseln:
| Insel                                 | Größe (ha) | Höhe (m) | Länge (m) | max. Breite (m) | Koordinaten           | Anmerkungen                                                            |
| ------------------------------------- | ---------- | -------- | --------- | --------------- | --------------------- | ---------------------------------------------------------------------- |
| Taranga Island                        | 520        | 417      | 4.870     | 1.530           | 35° 58′ S, 174° 43′ O | Hauptinsel (Hen)                                                       |
| Marotere Islands                      |            |          |           |                 | 35° 53′ S, 174° 44′ O | Name der Inselgruppe (Chickens)                                        |
| Mauitaha Island (West Chicken Island) | 22         | 125      | 995       | 315             | 35° 54′ S, 174° 42′ O | West Chicken Island wurde im Februar 1972 in Mauitaha Island umbenannt |
| Araara Island                         | 1,8        | 63       | 250       | 120             | 35° 54′ S, 174° 42′ O |                                                                        |
| Wareware Island                       | 2,8        | 50       | 330       | 135             | 35° 53′ S, 174° 42′ O |                                                                        |
| Muriwhenua Island                     | 2,9        | 54       | 220       | 165             | 35° 53′ S, 174° 42′ O |                                                                        |
| Pupuha Island                         | 1,0        | 37       | 195       | 100             | 35° 53′ S, 174° 42′ O |                                                                        |
| Lady Alice Island (Mauimua Island)    | 155        | 158      | 2.240     | 1040            | 35° 53′ S, 174° 44′ O | Hauptinsel der Gruppe                                                  |
| Whatupuke Island                      | 97         | 234      | 1.580     | 970             | 35° 53′ S, 174° 45′ O |                                                                        |
| Coppermine Island (Mauipae Island)    | 73         | 184      | 1.820     | 650             | 35° 53′ S, 174° 46′ O |                                                                        |

und einigen kleineren Felseninseln.

## Geschichte
Ursprünglich im Besitz des Iwi der Ngātiwai, verkaufte der Māori-Clan die Inselgruppe im Jahr 1883 an die neuseeländische Regierung.
Im Jahr 1925 wies die Regierung das Gebiet der Inseln als Landschaftsschutzgebiet aus. Zum Schutz der gefährdeten Flora und Fauna ist ein Besuch der Inseln nur mit Genehmigung des Department of Conservation gestattet, das auch für die Pflege und den Naturschutz auf den Inseln zuständig ist.

## Flora und Fauna
Besonders bedeutsam sind die Insel für die Brückenechsen, die in Neuseeland Tuatara genannt werden. Als gefährdet gelten auch der Sattelvogel, der auf den Inseln beheimatet ist.

## Ereignis
Während des Zweiten Weltkriegs lief im Juni 1940 das kanadisch-australische Postschiff Niagara östlich der Insel auf eine deutsche Mine und sank. 590 Barren Gold, verpackt in 295 Boxen, sanken mit dem Schiff. Ein Jahr später wurden bis auf fünf Goldbarren, die nicht mehr gefunden werden konnten, gehoben und sichergestellt.